# Сен Ламбер (Квебек)
Сен Ламбер (фр. Saint-Lambert) је град у Канади у покрајини Квебек. Према резултатима пописа 2011. у граду је живело 21.555 становника.

## Становништво
Према резултатима пописа становништва из 2011. у граду је живело 21.555 становника, што је за 0,2% мање у односу на попис из 2006. када је регистровано 21.599 житеља.
| 2006.  | 2011.  | 2016.  |
| ------ | ------ | ------ |
| 21.599 | 21.555 | 21.861 |